# Mamy wszyćcy k temu się dziś brać
Mamy wszyćcy k temu się dziś brać – polski wiersz z XV wieku, opisujący napad Tatarów na Sandomierz w 1259.
Tytuł wiersza pochodzi od incipitu Mamy wszyćcy k temu się dziś brać, / Byśmy mogli łaskę Boga zyskać. W opracowaniach utwór występuje także jako Druga pieśń Sandomierzanina i Pieśń o gniewie Pańskim. Wiersz jest znany tylko z odpisu wykonanego na podstawie zaginionego rękopisu przez Wacława Maciejowskiego, ogłoszonego drukiem w 1852 jako Pieśni Sandomierzanina.
Pieśń składa się z 20 pięciowersowych zwrotek pisanych nieregularnym ośmiozgłoskowcem i niekonsekwentnie rymowanych (AAAAA lub AABBB). Również układ zwrotek jest niepewny.
Utwór zaczyna się Inwokacją do Chrystusa, by pomógł uzyskać łaskę i uniknąć gniewu. Następnie podane są ogólne rozważania o Bożych karach, słusznie dotykających grzeszne jednostki i społeczności (naród żydowski, Troję, Rzym). Dalej pojawia się obszerna relacja o napadzie Tatarów na Sandomierz, wykorzystująca zapisy z Rocznika świętokrzyskiego drugiego, ukazana jako przykład słusznego gniewu Bożego. Kolejne zwrotki zawierają wezwanie do walki z poganami (Tatarami i Turkami). W końcowych zwrotkach znajduje się prośba o dobre życie i dobrą śmierć oraz autoprezentacja autora (kapłan piszący dla chwały Bożej oraz zapewnienia sobie wiecznego Królestwa).